# أول اولسن
أول اولسن (بالإنجليزية: Ole Olsen)‏ (و. 1892 – 1963 م) هو ممثل، من الولايات المتحدة الأمريكية، ولد في بيرو، توفي في ألباكركي، نيومكسيكو، عن عمر يناهز 71 عاماً.

## وصلات خارجية
- أول اولسن على موقع IMDb (الإنجليزية)
- أول اولسن على موقع ألو سيني (الفرنسية)
- أول اولسن على موقع ميوزك برينز (الإنجليزية)
- أول اولسن على موقع أول موفي (الإنجليزية)
- أول اولسن على موقع قاعدة بيانات برودواي على الإنترنت (الإنجليزية)
- أول اولسن على موقع قاعدة بيانات برودواي على الإنترنت (الإنجليزية)
- أول اولسن على موقع قاعدة بيانات الأفلام السويدية (السويدية)
- أول اولسن على موقع قاعدة بيانات الفيلم (الإنجليزية)
- أول اولسن على موقع كينوبويسك (الروسية)